# George Simpson (atleet)
George Sidney Simpson (Columbus, 21 september 1908 – aldaar, 2 december 1961) was een Amerikaans atleet, die zich specialiseerde in de sprintafstanden. Hij nam in 1932 deel aan de Olympische Spelen in Los Angeles; daar behaalde hij een zilveren medaille op de 200 m in een tijd van 21,4 s en een vierde plaats op de 100 m in 10,5.

## Titels
- NCAA-kampioen 110 yd - 1929
- NCAA-kampioen 220 yd - 1929, 1930
- Amerikaans kampioen 220 yd - 1930

## Persoonlijke records
| Afstand | Tijd    | Jaar |
| ------- | ------- | ---- |
| 100 m   | 10,54 s | 1932 |
| 200 m   | 21,1 s  | 1931 |

## Palmares

### 100 m
- 1932: 4e OS - 10,5 s

### 110 yd
- 1929:  NCAA-kamp. - 9,4 s

### 200 m
- 1932:  OS - 21,4 s

### 220 yd
- 1929:  NCAA-kamp. - 20,8 s
- 1930:  NCAA-kamp. - 20,7 s
- 1930  Amerikaanse kamp. - 21,3 s